# Ekiden 駅伝
『ekiden 駅伝』（えきでん）は、2000年公開の日本映画。

## あらすじ
岬壮介と早川義彦は大学駅伝部で活躍した親友同士。マネージャーの矢木沢さおりはいつも2人を見守っていた。大学卒業後、早川が実業団チームで活躍する一方、入社した造船会社の駅伝部が廃止となっていた岬は駅伝部復活のための部員集めに奔走する。

## キャスト
- 岬壮介：伊藤高史
- 早川義彦：中村俊介
- 矢木沢さおり：田中麗奈
- 繁村：根津甚八
- 和田行：別所哲也
- 大森：小倉久寛
- 芦田：近藤芳正
- 八木：羽場裕一
- 村橋渉：堀真樹
- 川田宏美：野波麻帆
- 横井：永堀剛敏
- 医学部教授：寺脇康文
- 重役：林昭夫

## スタッフ
- 監督：浜本正機
- 製作：塩原徹、児玉守弘、黒澤満、安田匡裕
- 原案：飯田健三郎
- 脚本：遊川和彦
- 撮影：栢野直樹
- 音楽：氷室マサユキ
- 美術：及川一
- 編集：奥原好幸